# 週城縣 (朔莊省)
週城縣（越南语：／），又作洲城县，是越南朔庄省下辖的一个县。

## 地理
週城縣北接计册县，东接朔庄市和隆富县，西南接美秀县，西北接后江省凤合县。

## 历史
2008年9月24日，美秀县顺和社和胡得健社析置週城市鎮；美秀县以顺和社、胡得健社、安宁社、安合社、富新社、富心社、善美社和週城市鎮1市镇7社析置週城縣。

## 行政区划
週城縣下辖1市镇7社，县莅週城市鎮。
- 週城市鎮（Thị trấn Châu Thành）
- 安合社（Xã An Hiệp）
- 安宁社（Xã An Ninh）
- 胡得健社（Xã Hồ Đắc Kiện）
- 富心社（Xã Phú Tâm）
- 富新社（Xã Phú Tân）
- 善美社（Xã Thiện Mỹ）
- 顺和社（Xã Thuận Hòa）